# 銀景中心
22°15′56″N 113°59′48″E / 22.26564°N 113.996689°E

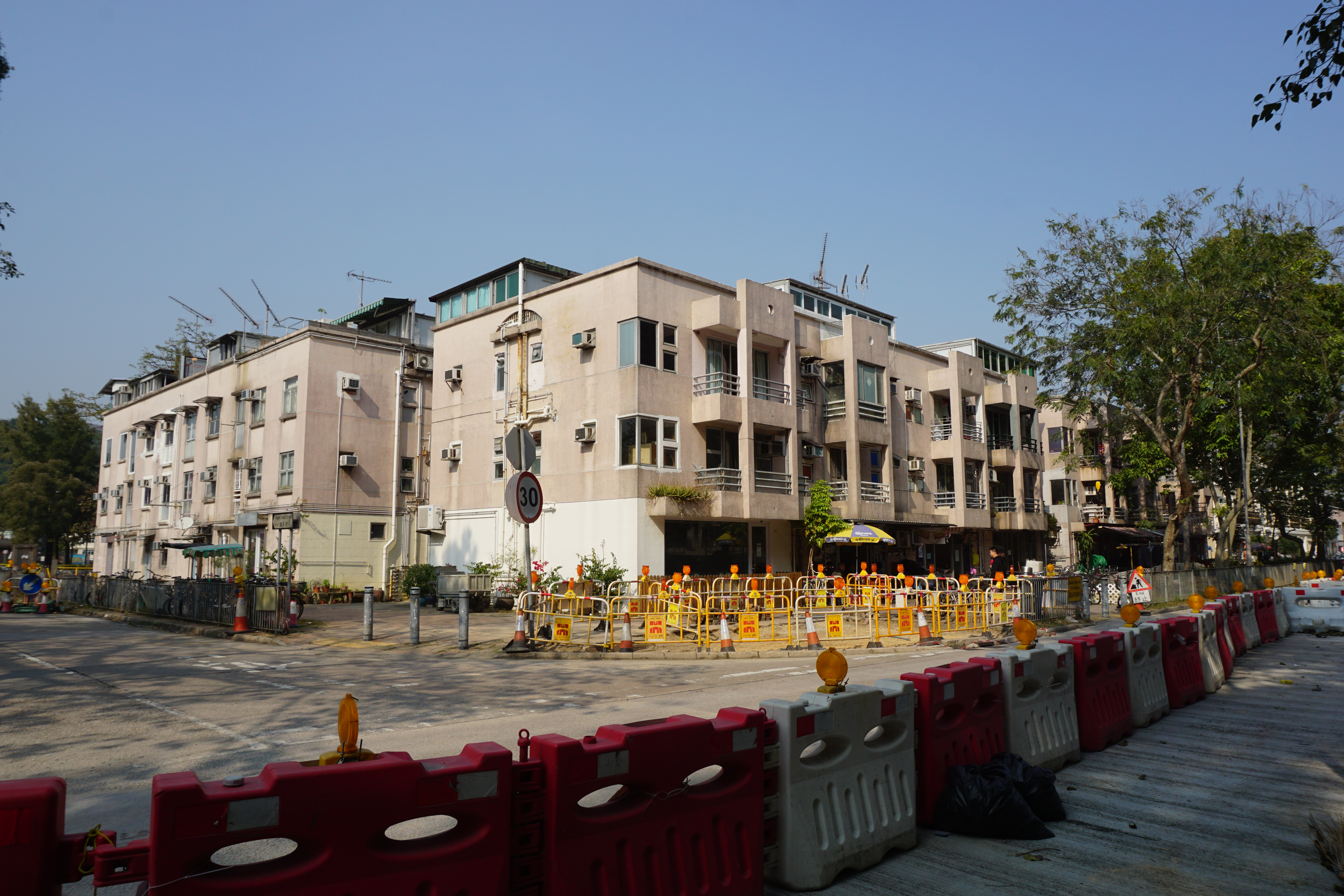
銀景中心南面

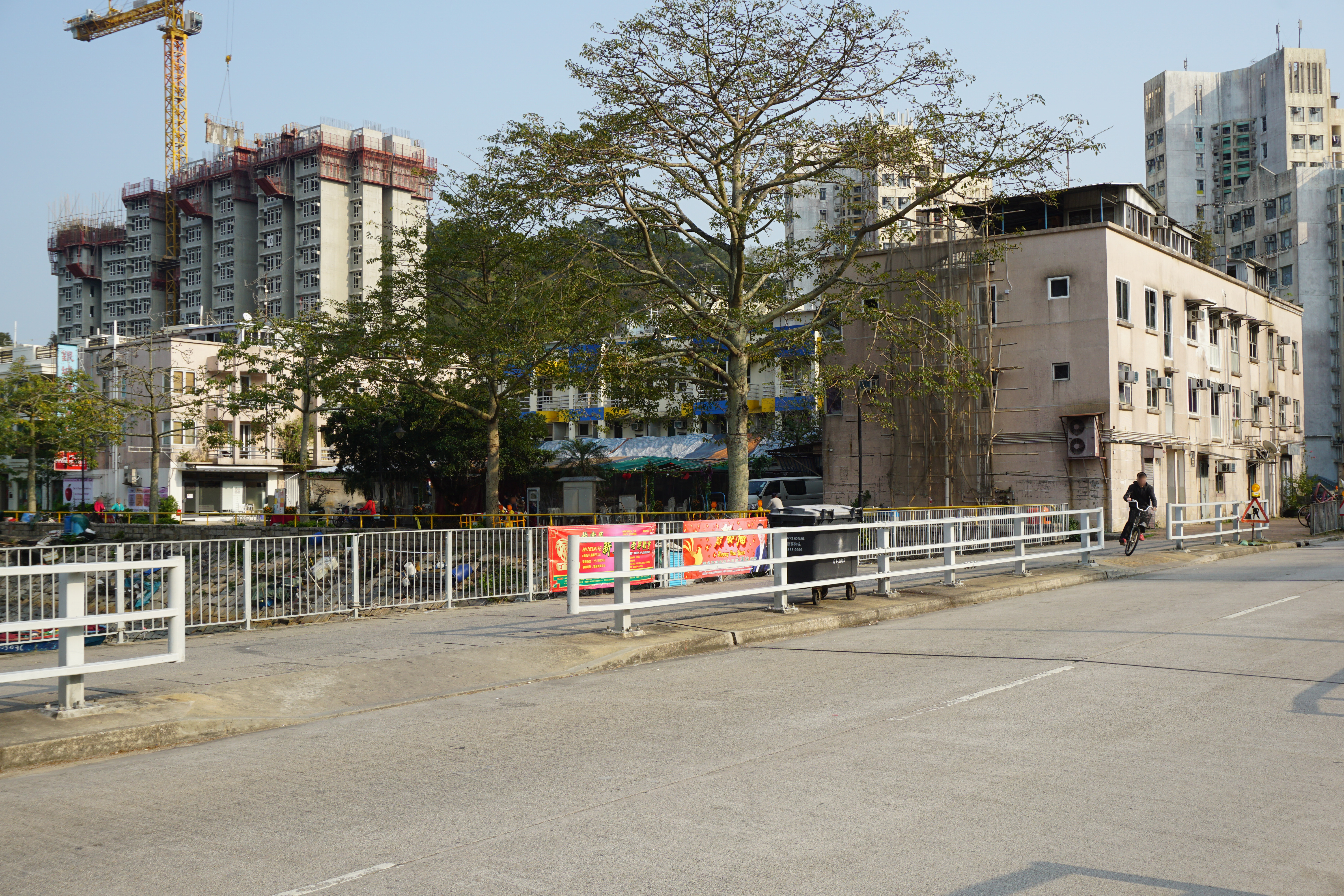
銀景中心北面

銀景中心（英語：Ngan King Centre），位於南大嶼山梅窩銀鑛灣路8號，銀灣邨對面，共有20座，約於1990年代建成。

## 設施
- 5-8座地下：銀景護老中心[1]
- 4座地下、17-20座：銀景度假中心[2]
- 17-20座地下：銀城海鮮酒家[3]

## 鄰近建築
- 梅窩政府合署
- 銀河
- 梅窩市政大廈

## 資料來源
1. ↑  . 香港長者服務一站通. 2009年  [2017-02-11]. （原始内容存档于2017-02-12）.（繁體中文）
2. ↑  . 貓途鷹. 2017年  [2017-02-11]. （原始内容存档于2019-08-17）.（繁體中文）
3. ↑  . 開飯喇. 2017年  [2017-02-11]. （原始内容存档于2017-02-12）.（繁體中文）